# علی-سلطان
علی-سلطان (انگلیسی: 'Ali-Sultan; تولد نامشخص – ۱۳۴۲) خان (عنوان) (حکمرانی ۱۳۳۹–۱۳۴۲) خانات جغتای بود. او از نوادگان قدان، پسر دومین خاقان اوگتای خان بود.